# Córa Syjonu
Córa Syjonu. Maryja w refleksji Kościoła (niem. Die Tochter Zion. Betrachtungen über den Marienglaube der Kirche) – publikacja autorstwa Josepha Ratzingera wydana po raz pierwszy przez Johannes Verlag w Einsiedeln w 1977.
Publikacja jest odtworzeniem trzech wykładów wygłoszonych przez autora w 1975 w Puchberg koło Linzu, w okresie, jak to określił Ratzinger, cofania się kultu maryjnego w Kościele katolickim. Według autora zaszła wówczas potrzeba jasnej orientacji, co właściwie pozostało z maryjnego "Credo" i co pozostać powinno. Ratzinger stworzył w związku z tym stosowne wprowadzenie nakreślające perspektywę pozwalającą właściwie zrozumieć zarówno całość, jak i poszczególne elementy tego "Credo". Świadomie zachował niedoskonałości językowe oraz elementy improwizacyjne, które wynikają wprost z wykładowego stylu dzieła. Dla mariologii Ratzingera jest sprawą zasadniczą, że Matka Boża nie jest postrzegana w sposób wyizolowany, ale w całości chrześcijańskiej tajemnicy wiary. Autor przedstawia Maryję jako "Kościół u swego początku". W Maryi Kościół uzyskuje osobowe centrum z wszelkimi tego konsekwencjami. Maryjna dogmatyka Ratzingera jest zatem zbudowana na jego własnej biblijno-teologicznej podbudowie, której struktura cechuje się szczególnym uwzględnieniem rozstrzygnięć dokonanych w trakcie najnowszej historii Kościoła. Przed drukiem publikację przejrzał i przygotował formalnie Hans Urs von Balthasar.